# 宿輪純一
宿輪 純一（しゅくわ じゅんいち、1963年7月29日 - ）は、日本の経済学者・映画評論家。帝京大学経済学部教授。慶應義塾大学経済学部非常勤講師。博士（経済学)。専門は、通貨・国際経済・マクロ経済・国際金融・決済・金融・映画評論・監修など。特に評価されているのは、約20年に渡り社会貢献活動として、社会貢献公開講義(ボランティア）公開講義「宿輪ゼミ」を主催していることである。会員は1万2千人・回数は400回を超えている。個人が行っている社会貢献公開講義では”世界一”といわれている。最近では、「Youtube宿輪ゼミ」も行っている。　、　

## 略歴
- 1963年 - 東京都に生まれる。
- 1982年 - 麻布高等学校卒業。
- 1987年 - 慶應義塾大学経済学部卒業。
- 1987年 - 富士銀行新橋支店入行。
- 1998年 - 三和銀行に転職。
- 2006年 - 合併により三菱東京UFJ銀行（後の三菱UFJ銀行）に所属。企画部経済調査室などに勤務する。
- 2003年 - 社会貢献公開講義『宿輪ゼミ』を始める。
- 2015年 - 帝京大学経済学部教授に就任する。[3]

(教歴)
- 2003年 - 東京大学大学院 非常勤講師　(3年)
- 2007年 - 早稲田大学 非常勤講師（3年）
- 2012年 - 慶應義塾大学 非常勤講師（5年）

## 研究業績
宿輪は、自身の専門分野である通貨・国際経済・マクロ経済・国際金融・決済・金融・デジタル・メタバースなどの最新事情や理論や予想を分かりやすく説明することで知られる。また、映画評論家としても活動しており、映画の内容やテーマやメッセージなどを分析している。さらに、「ビジネス／経営」も注力しており、企業や業界の動向や戦略や課題などを考察している。宿輪はメガバンクに銀行勤務しながら、研究・研究・学会や論文発表を進め、銀行勤務者で、初となる博士号（経済学）を拝受した。また、全国銀行協会懸賞論文大会で、2回表彰されたのは、史上、宿輪のみである。
宿輪は、日本経済新聞や東洋経済やダイヤモンド・オンラインやなどのメディアにも寄稿しており、自身の見解や分析や予測などを発表している。また、日経CNBCやテレビ東京やTBSサンデーモーニングなどのテレビ番組にも出演しており、経済・金融・経営・映画評論などの話題について解説している。最近では、映画評論家から発展し『VIVANT』などをはじめとした監修も行っている。

## 著書
宿輪は以下のような著書や共著を出版している。単著10冊・共著10冊。
- 『通貨経済学入門』（日本経済新聞出版社、2010年）
- 『シネマ経済学』（日本経済新聞出版社、2011年）
- 『通貨経済学入門（第2版）』（日本経済新聞出版社、2015年）
- 『金融が支える日本経済』（東洋経済新報社、2016年）共著
- 『通貨経済学入門（第3版）』（日本経済新聞出版社、2020年）
- 『決済インフラ入門【2025年版】』（東洋経済新報社、2021年）
- 『はじめまして経済学』(ウェッジ：2024年4月8日）[4]　アマゾン経済学入門部門ベストセラー1位
- 『決済インフラ大全【2030年版】』（東洋経済新報社、2025年3月1日）

## 委員会歴
委員会歴等は以下のようなものがある。
- アジア開発銀行「アジア債券市場イニシアティブ(ABMI)」、
- 財務省「ASEAN為替制度と金融市場研究会」
- 金融庁「資金決済法制定委員会」
- 経済産業省「グローバル財務研究会」、
- デジタル庁「日本デジタル空間経済連合」(メタバース)、
- 外務省「アジア太平洋経済委員会」、
- 文部科学省「未来予測研究会」、
- 全国銀行協会「SWIFT委員会」(委員長)、「全銀ｼｽﾃﾑ検討部会」(委員長)、「大口決済システム検討部会」(委員長)、
- JP(日本郵政)「金融2社将来創造PT」「郵政金融ユニバーサル研究会」「郵政事業戦略研究会」他、
- 「日本デジタル空間経済連盟」（統括座長・顧問）、
- 「デジタル証明研究会」
- アドバイザー等としては、日本航空・三菱商事、東海東京証券、日清食品、Global Financial School、セミナーインフォ、EyeWear Mebius,  Le-techs他

## 社会貢献活動
宿輪は、社会貢献活動として、「宿輪ゼミ」を主催している。正式名称は「社会貢献公開講義 宿輪ゼミ」で、主に経済・金融・経営・映画評論などの話題について解説している。宿輪ゼミは、2003年に始めて20年を超えになり、開催回数は400回を超え、会員数は1万1千人を超えた。宿輪ゼミは、文京区民センターなどで定期的に開催されており、参加費はカンパでまかなっている。事前に予約が必要である。宿輪ゼミでは、経済・金融・経営・映画評論などの話題について解説した講義の内容を、宿輪のオフィシャルウェブサイトやFacebookグループやnoteなどで公開している。宿輪ゼミは、日本経済新聞や東洋経済などのメディアにも紹介されており、世界トップランクの社会貢献公開講義（私塾）となっている。

## 監修したドラマ
金融監修をテーマにしたドラマや映画には、以下の作品がある。TBS日曜劇場では『VIVANT』、『集団左遷!!』、『義母と娘のブルース』が、テレビ朝日では〈25年1月期〉『プライベート・バンカー』、『緊急取調室』、『東京独身男子』、『微笑む人』、『六本木クラス』が、日本テレビでは『恋はDeepに』、『ムチャブリ！』、『マル秘の密子さん』が、WOWOWでは『頭取野崎修平』、『鉄の爪』、『華麗なる一族』他が放送された。映画では『Badlandsバッドランド』がある。

## 報道番組
出演したテレビ番組は以下の通りである。NHK『ニュースウォッチ9』、『視点・論点』、テレビ東京『ワールドビジネスサテライト』、TBS『サンデーモーニング』、日本テレビ『news every』、フジテレビ『林修のニッポンドリル』、『THE NEWS 』他がある。